# Dresden Albertsbahnhof

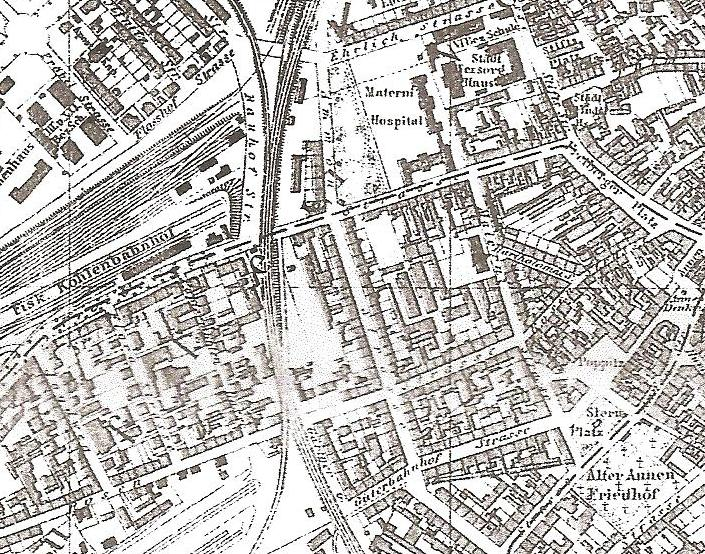
Der Kohlenbahnhof auf einem Stadtplan des Jahres 1898 (links mittig)

Der Kohlenbahnhof auf einem Stadtplan des Jahres 1927 (links mittig)

Der Albertsbahnhof war ein Bahnhof im Dresdner Stadtteil Wilsdruffer Vorstadt. Der 1855 als Endpunkt der Albertsbahn eröffnete Bahnhof diente bereits zur Eröffnung vorrangig der Versorgung der Dresdner Haushalte und Industrie mit Steinkohle aus dem Plauenschen Grund. Im Jahr 1868 wurde die bestehende Einbindung in den Böhmischen Bahnhof ausgebaut und der Personenverkehr am 1. März 1869 dorthin verlegt. Der fortan Kohle(n)bahnhof genannte Bahnhof diente danach nur noch dem Güterverkehr. Nach dem Zweiten Weltkrieg verkam der Bahnhof schrittweise zur Bedeutungslosigkeit.

## Anlagen
Der Albertsbahnhof lag westlich der Innenstadt zwischen Freiberger Straße und der Weißeritz (nach Umleitung der Weißeritz 1893: zwischen Freiberger und Löbtauer Straße).
Das frühere Empfangsgebäude war ein eingeschossiger Bau in Fachwerkausführung. Nach Einstellung des Personenverkehrs wurde es für Beamtenwohnungen und zum Güterversand genutzt, der Bahnhof selbst blieb als Kohlenbahnhof bis nach 1990 in Betrieb.

## Geschichte
Ab 1853 baute die Albertsbahn AG zwischen Dresden und Tharandt eine Bahnstrecke zur besseren Erschließung der Kohlereviere im Plauenschen Grund. Die Strecke wurde am 18. Juni 1855 eröffnet und fand im Albertsbahnhof ihren Endpunkt in Dresden. In der Folge dienten mehrere lange Ladestraßen neben dem Albertsbahnhof der Kohleumladung von Güterwagen auf Fuhrwerke. Dem besseren Weitertransport über die Elbe diente die 1856 eröffnete Elbezweigbahn, ein 4,30 Kilometer langes Zweiggleis vom Albertsbahnhof zum Ausschiffungsplatz auf der Altstädter Elbseite, westlich und östlich des südlichen Teils der Marienbrücke. Rund um den Albertsbahnhof nahm die Industrie in den Folgejahren einen raschen Aufschwung. Die Zementfabrik Michel entstand 1857 und 1862 kaufte Hans Siemens die Löbtauer Tafelglasfabrik und baute sie aus.
Die Bedeutung der Strecke im Personenverkehr nahm erst zu, als sie 1862 eine Fortsetzung von Tharandt nach Freiberg gefunden hatte. Am 1. Juli 1868 kaufte der sächsische Staat jedoch die Albertsbahn auf und band die Strecke daraufhin in den etwas weiter östlich gelegenen Böhmischen Bahnhof ein. Der Albertsbahnhof wurde daher am 1. März 1869 für den Personenverkehr geschlossen. Fortan diente er hauptsächlich der Verladung von Steinkohle und erhielt die Bezeichnung Dresden-Altstadt Kohlenbahnhof.
Um die Jahrhundertwende betrug die Umschlagleistung des Kohlenbahnhofs rund 500.000 Tonnen jährlich und damit mehr als alle anderen Güterbahnhöfe Dresdens zusammen. Ab 1900 versorgte der Kohlenbahnhof außerdem das Westkraftwerk mit Brennstoffen.

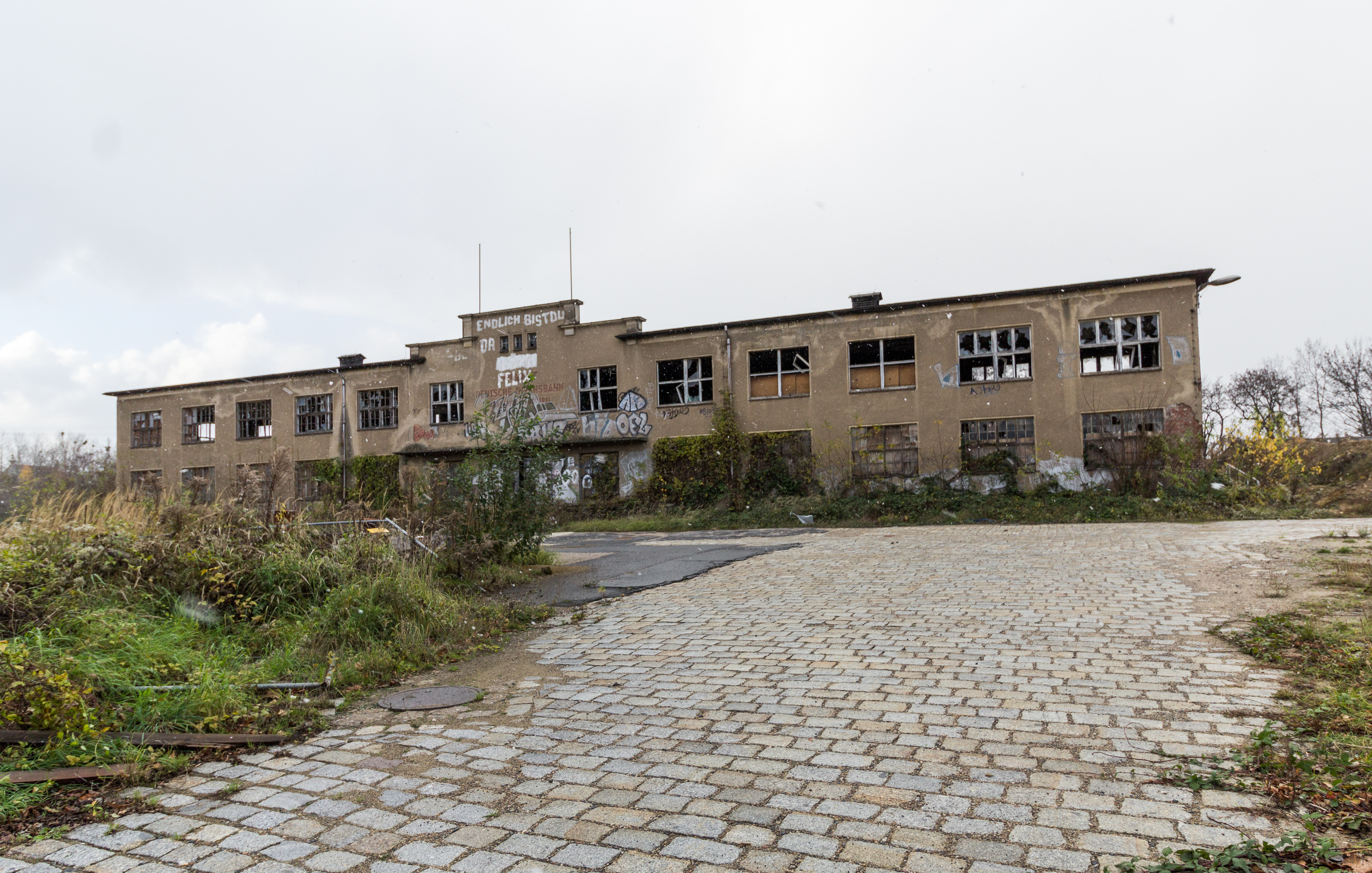
Verfallenes Gebäude des Güterbahnhofs, welches 2017 abgerissen wurde

 Mit der schrittweisen Erschöpfung der Kohlelagerstätten im Plauenschen Grund in den 1930er Jahren nahm die Bedeutung des Kohlenbahnhofs ab. Nachdem die Anlagen des Bahnhofs im Zweiten Weltkrieg schwere Zerstörungen erfahren hatten, wurden sie nur notdürftig wieder instand gesetzt. Nur der örtliche Kohlenhandel fand im Bahnhof selbst noch statt. Für den Bau des benachbarten World Trade Centers Dresden entstand 1993 eine Betonmischanlage im Bereich des Kohlenbahnhofs. Sand, Kies sowie Zuschlagstoffe wurden mit der Bahn angeliefert. In den folgenden Jahren wurden die nicht mehr benötigten Gleisanlagen Schritt für Schritt im Zuge von Bauvorhaben und Straßensanierungen abgebaut.
Heute befindet sich auf einem Teil des Bahnhofs der Weißeritzgrünzug. Dort steht eine Hinweistafel auf den ehemaligen Kohlenbahnhof.